# 小澤太郎 (経済学者)
小澤 太郎（おざわ たろう、1958年 - ）は、日本の経済学者。慶應義塾大学総合政策学部教授。専門は公共経済学、ゲーム理論。

## 略歴
1980年慶應義塾大学経済学部卒業、1985年同大学大学院経済学研究科博士課程中退。在籍中は加藤寛に師事。経済学修士。
法政大学経済学部助教授、慶應義塾大学総合政策学部助教授などを経て、現職。

## 著書
共著
- 『公共経済学の理論と実際』（グレーヴァ香子・中村慎助と共編, 東洋経済新報社, 2003年）
- 『理論経済学の復権』（グレーヴァ香子・中村慎助と共著, 慶應義塾大学出版会, 2008年）
- 『経済政策論：日本と世界が直面する諸課題』（瀧澤弘和・塚原康博・中川雅之・前田章・山下一仁と共著, 慶應義塾大学出版会, 2016年）

## 役職
- 日本公共政策学会会長（2014年 - 2016年）[3]